# Hilde Coppi
Pour les articles homonymes, voir Coppi.
Hilde Coppi, née Rake, le 30 mai 1909 à Berlin, exécutée le 5 août 1943 à la prison de Plötzensee dans la même ville, est une résistante allemande pendant la Seconde Guerre mondiale sous le Troisième Reich. Elle appartient au groupe Orchestre rouge.

## Biographie

### Jeunesse
Hilde Rake est née le 30 mai 1909 dans une famille ouvrière de Berlin. Elle grandit à Berlin-Mitte, où sa mère tient un petit magasin d'articles en cuir. Après avoir terminé l'école professionnelle, elle travaille comme assistante d'un médecin généraliste pendant une grande partie des années 1930 et, à partir de 1939, en tant qu'employée à l'Office d'assurance du Reich pour les employés,. Durant cette période, elle suit des cours dans un centre d'éducation pour adultes et se lie d'amitié avec des communistes, qu'elle soutient lorsqu'ils sont persécutés et arrêtés après 1933.
En 1935, elle fait la connaissance de Hans Coppi, qui a été peu auparavant libéré de prison. Ils  se marient le 14 juin 1941.

### La résistance contre le nazisme
Dès 1939, Hilde Coppi entretient des liens étroits avec des groupes de résistance et, notamment, le cercle d'Arvid Harnack et Harro Schulze-Boysen qui forme le groupe qui sera plus tard désigné par la Gestapo sous le nom d'Orchestre rouge.
Hans et Hilde Coppi cachent des victimes de persécution du régime nazi. Hilde Coppi écoute La Voix de la Russie (c'est-à-dire Radio Moscou) et communique les informations au groupe de résistance qui sera plus tard appelé l'Orchestre rouge ainsi qu'à d'autres groupes de résistance. Elle colle des affiches et distribue des tracts. Elle transmet également à leurs familles les messages adressés par les prisonniers de guerre allemands en Union soviétique, démentant ainsi la propagande nazie qui prétend que les troupes soviétiques abattent systématiquement leurs ennemis et ne font pas de prisonniers. Elle mène notamment une campagne d'autocollants contre l'exposition de propagande antisoviétique des nazis intitulée Das Sowjet-Paradies,.
Poursuivis par la Gestapo, ils entrent ensemble dans la clandestinité.

### Arrestation et exécution
Hilde Coppi est arrêtée et emprisonnée le 12 septembre 1942, en même temps que son mari, sa mère, ses beaux-parents et son beau-frère. D'abord détenue à la prison de la police d'Alexanderplatz, Hilde Coppi, qui est enceinte, est transferée à la prison pour femmes de Berlin, dans la rue Barnim. C'est là qu'elle accouche de son fils Hans le 27 novembre 1942. Hilde Coppi est condamnée à mort le 20 janvier 1943 par le Reichskriegsgericht. Son recours en grâce est rejeté par Hitler en juillet 1943,.
Hilde Coppi est guillotinée, le 5 août 1943, à la prison de Plötzensee de Berlin,.
Hans Coppi est exécuté en décembre 1942.

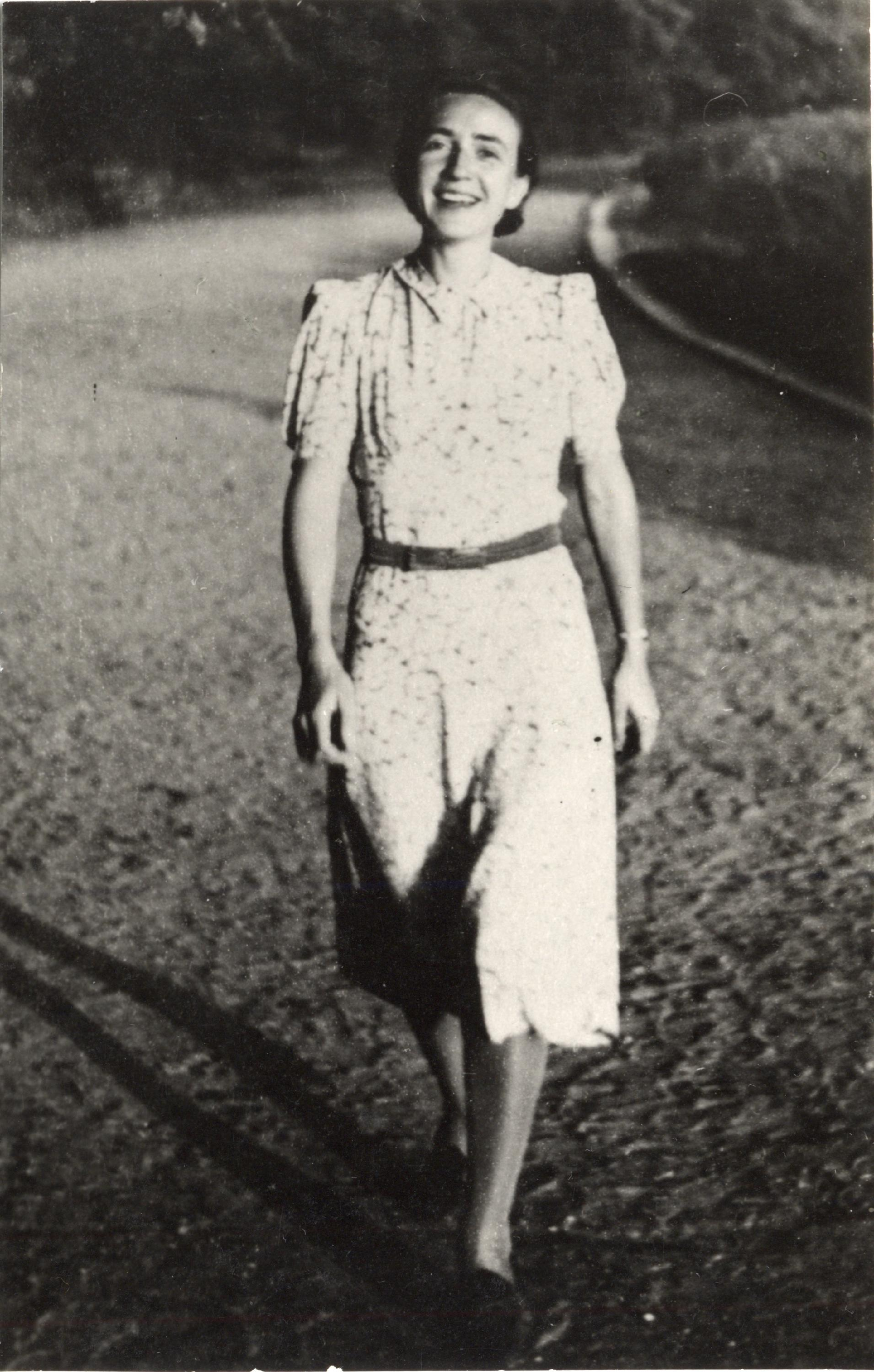
Hilde Coppi au parc de Treptow, en 1939.

Leur fils Hans est élevé par Frieda et Robert Coppi, les parents de Hans Coppi.

### Reconnaissance
Plusieurs villes d'Allemagne ont des rues Hilde Coppi : Gera, Wehrheim, Sindelfingern, Wernigerode, Görlitsz, Oranienburg, etc.
Un foyer pour enfants de Berlin-Prenzlauer Berg porte également le nom d'Hilde Coppi.
Dans les années 1970, un lycée de Berlin-Karlshorst, à Berlin-Est, est rebaptisé en l'honneur de Hans et Hilde Coppi. Après la réunification allemande, il devient provisoirement le lycée no 6. Finalement, à l'issue d'un long débat, il reçoit solennellement le nom de Hans-und-Hilde-Coppi-Gymnasium le 20 octobre 1994, en présence de Hans Coppi, le fils de Hans et Hilde Coppi.
Une plaque commémorative est apposée sur leur maison, Seidelstraße 23, à Berlin-Tegel. Une Stolperstein est également posée à cette adresse.

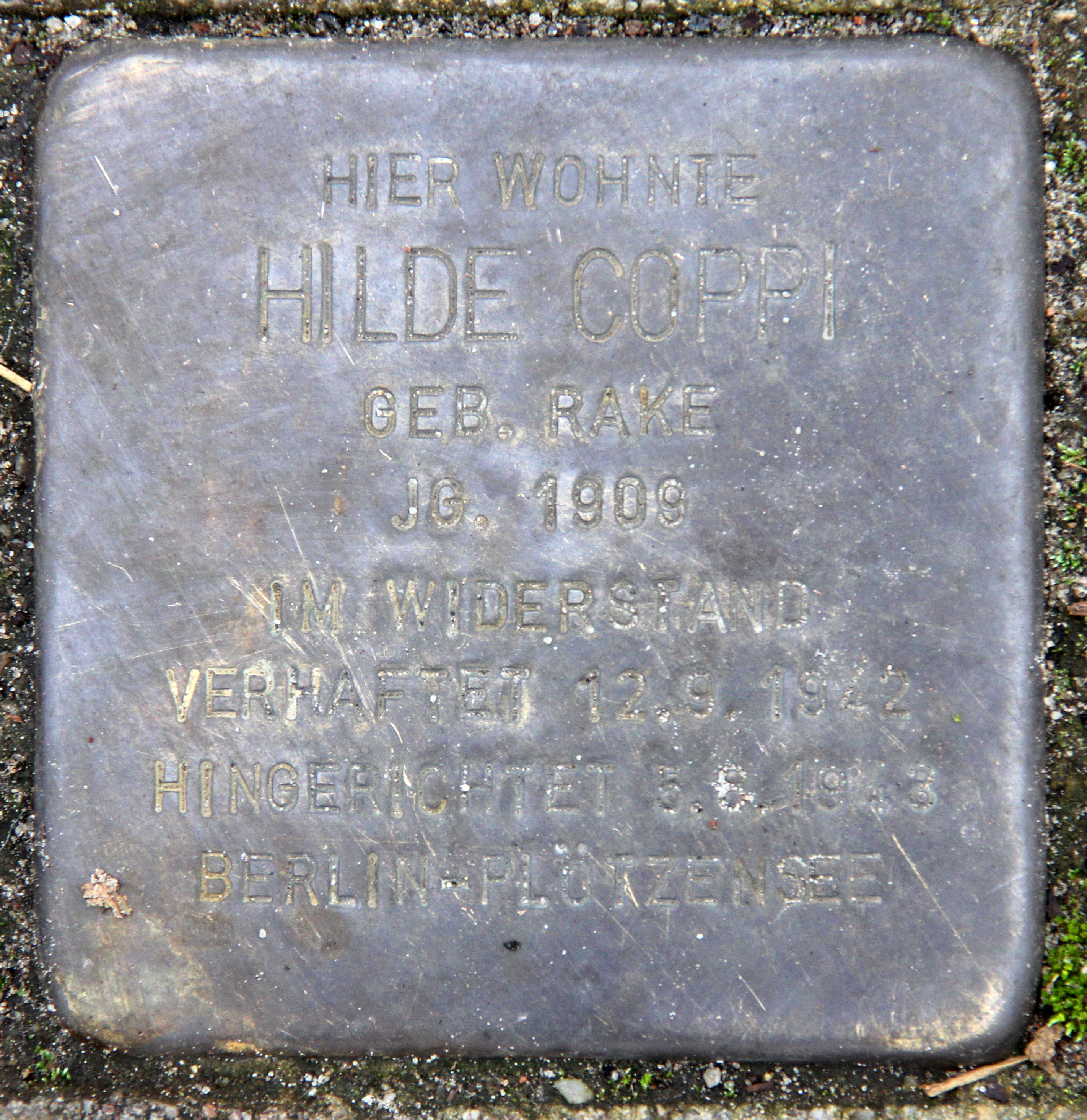
Stolperstein pour Hilde Coppi.

Le film allemand Berlin, été 42 (In Liebe, Eure Hilde), réalisé par Andreas Dresen et sorti en 2024, raconte son histoire. Son personnage est interprété par Liv Lisa Fries.

## Source
- (de) Cet article est partiellement ou en totalité issu de l’article de Wikipédia en allemand intitulé « Hilde Coppi » (voir la liste des auteurs).